# Ianduba mugunza
Ianduba mugunza är en spindelart som beskrevs av Alexandre B. Bonaldo och Antonio D. Brescovit 2007. Ianduba mugunza ingår i släktet Ianduba och familjen flinkspindlar. Inga underarter finns listade i Catalogue of Life.